# Саїдський ріал
Саїдський ріал (Ріал Саїді) — грошова одиниця Султанату Маскат до 1970 та Султанату Оман у 1970-1974.

## Історія
У XIX столітті в грошовому обігу Маската переважали індійська рупія та талер Марії-Терезії. При султані Фейсалі в 1893-1897 випущені мідні монети в1⁄12 ,1⁄4 анни.
У 1940 розпочато карбування монет у байзах, а 1948 — у ріалах. Ріали та монети в 3, 10 та 20 байз карбувалися двох типів — ріал Саїді та ріал Дофарі (провінції Дофар).
У 1959 Резервний банк та Уряд Індії після консультацій з урядами держав затоки та Банком Англії оголосив про випуск для держав затоки спеціальних банкнот у рупіях, які не були законним платіжним засобом в Індії. Випуск банкнот у рупіях Перської затоки розпочато 11 травня 1959. Ріал та талер продовжували використовуватись в обігу.
У зв'язку з девальвацією індійської рупії в червні 1966 і девальвацією рупії Перської затоки, що відбулася за нею, на 36,5%, Маскат відмовився від її використання, в обігу залишилися талер Марії-Терезії та монети султанату.
7 травня 1970 саїдський ріал офіційно оголошено грошовою одиницею, ріал був прирівняний до фунта стерлінгів.
29 червня 1972 прив'язка ріалу до фунта скасована.
У березні 1974 замість саїдського ріалу введено оманський ріал (1:1).

## Монети
Чеканились монети:
- бронзові: 2, 3, 5, 10 байз;
- мідно-нікелеві: 2, 5, 10, 20, 25, 50, 100 байз, 1⁄2, 1 Саїді ріал, 1⁄2 Дофарі ріалу;
- золоті: 10, 20, 25, 50, 100 байз, 1⁄2, 1, 15 Саїді ріалів, 1⁄2 Дофарі ріалу.

Золоті монети карбувалися для презентаційних цілей і в обіг не випускалися.